# Edgley Optica
Edgley Optica är ett enmotorigt propellerflygplan av monoplanstyp som togs fram som ett billigt alternativ till helikoptrar för flygspaning hos brittiska polisen av konstruktören John Edgley. Planet byggdes på Isle of Wight och flög för första gången 1979. Det såldes även till allmänheten. Ett flyghaveri där två poliser omkom 1985 gjorde att order från brittiska polisen stoppades. Idag flyger ett fåtal av dessa plan.